# Jack Milsom
Jack Milsom (* 22. Februar 1907 in Bedminster bei Bristol; † 1977 in Manchester) war ein englischer Fußballspieler.

## Sportlicher Werdegang
Milsom stand als Teenager bei Exeter City und den Bristol Rovers unter Vertrag. Hier kam er aber jeweils nicht in der in der Football League antretenden Profimannschaft zum Einsatz, sondern nur bei den in der Southern Football League spielenden Reservemannschaften. 1927 schloss er sich innerhalb dieser Meisterschaft Kettering Town an, ehe er im folgenden Jahr in die Football League zurückkehrte und sich dem in der Third Division antretenden AFC Rochdale anschloss. Hier reüssierte der Stürmer als regelmäßiger Torschütze und erzielte in der Spielzeit 1928/29 26 Tore. Nachdem er bis dato weitere zwölf Tore erzielt hatte, nahmen ihn im Dezember 1929 die Bolton Wanderers aus der First Division unter Vertrag. Nach ersten Anlaufschwierigkeiten etablierte er sich ab der Spielzeit 1931/32 als Stammspieler in der Sturmreihe und war trotz Abstieg 1933 regelmäßig vereinsintern bester Torschütze. Mit 31 Saisontoren in der Zweitligasaison 1934/35 war er einer der Garanten für das Erreichen der Vizemeisterschaft hinter dem FC Brentford, die die Erstligarückkehr bedeutete. 1937 wechselte er zu Manchester City, ehe der Ausbruch des Zweiten Weltkriegs und die damit einhergehende Einstellung des Ligaspielbetriebs seine Karriere beendete, wobei er als Gastspieler unter anderem bei Bristol City und dem FC Fulham noch in den Kriegswettbewerben in Erscheinung trat.